# Modeling, Identification and Control
Modeling, Identification and Control is een internationaal, aan collegiale toetsing onderworpen open access wetenschappelijk tijdschrift op het gebied van de systeemtheorie. De naam wordt in literatuurverwijzingen meestal afgekort tot Model. Ident. Contr. Het wordt uitgegeven door de Norges forskningsråd namens de Norwegian Society of Automatic Control. Het eerste nummer verscheen in 1980.